# Gezer (consiglio regionale)
Gezer (in ebraico מועצה אזורית גזר‎?, Mo'atza Azorit Gezer) è un consiglio regionale nel distretto Centrale di Israele. Fondato nel 1949, aveva una popolazione di 26 859 abitanti nel 2018.

## Località
Il consiglio copre cinque kibbutzim, 15 moshavim, tre insediamenti comunitari e due località ebraiche designate
Kibbutzim
- Gezer
- Hulda
- Na'an
- Netzer Sereni
- Sha'alvim

Moshavim
- Azaria
- Beit Uziel
- Ganei Yohanan
- Kfar Ben Nun
- Kfar Bilu
- Kfar Shmuel
- Matzliah
- Mishmar Ayalon
- Pedaya
- Petahya
- Ramot Meir
- Sitria
- Yad Rambam
- Yashresh
- Yatzitz

Insediamenti comunitari
- Ganei Hadar
- Karmei Yosef
- Mishmar David

Località ebraiche
- Beit Hashmonay
- Nof Ayalon

## Amministrazione

### Gemellaggi
- Leawood, dal 2003;
- Grimma, dal 2011